# るび様
るび様（るびさま、1992年2月22日 - ）は、日本の女性イラストレーター、美少女ゲーム原画家、グラフィッカー、同人作家（成人向け）、YouTuber（バーチャルYouTuber）。なお、敬称を意味する『様』を含めてのペンネームである（後述）。既婚者であり、徳島県在住。本名は矢部 春香（やべ はるか）。ただし、この姓は婚約前のものとのことで、現在の苗字は非公表。かつてはSkyFishに所属しており、現在はフリーランス。

## 人物
名前の由来は、原子番号37番目のルビジウムから。学生時代に教師から出された「自身の出席番号の元素を調べろ」という課題を通じて初めて知ったこの名前を気に入り、イラストレーターになる前にも、オンラインゲームのハンドルネームなどに使用していた。その後、プロデビューするに当たり、「～だが？」、「～したまえ」など、周囲に尊大な態度で接する自身の口調から愛着を持って『様』を付けた名前にしたという。
学生時代に雑誌『電撃G's magazine』で美少女ゲームに関心を持ち、イラストの専門学校に進学。卒業後にSkyFishへ入社した。入社当時はグラフィッカーだったが、後に『にゃんカフェマキアート～猫がいるカフェのえっち事情～』にて原画デビューを果たす。その後、2015年5月にSkyFishを退社し、現在はフリーランスとして活動している。
2020年秋にTwitter上で婚約を発表し、徳島へと移住した。また、同年春にはYouTubeで個人チャンネル『るび様を崇めるチャンネル』を開設している。動画、配信内ではイラストの作業を行っており、、ファンからハッシュタグで投稿されたイラストの添削、イラストに関連した企画を行っているほか、個人の趣味の配信も行っている。
動画やSNS上では『天使』を自称しており、チャンネルのアイコンや個人サイトに描かれるピンクの服を着た天使のイラストは、『てんしちゃん』と呼ばれている。『るび様』のキャラクターは、二歳の時に描いていたイラストを模写して、天使という概念を付けたキャラクターである。。主に動画内では、『てんしちゃん』をアバターに配信しているが、簡易的な天使のイラストの方（るび様）が本来の姿であり、少女の身体はペコポン人スーツという設定。自らを『天使』と称するため、動画視聴者やファンは自身を崇拝する『下僕（げぼく）』という設定にしている。視聴者を「下僕」と呼んでいる。

## 作品

### アダルトゲーム原画
いずれもげっちゅ屋、DLsite、FANZA（旧DMM）のいずれかにて、原画に名前が登録されている商業ゲームのみ抜粋。
- にゃんカフェマキアート～猫がいるカフェのえっち事情～（SkyFish poco） - 2013年8月30日
- らぶらぶらいふ～お嬢様7人とラブラブハーレム生活～（ぱじゃまエクスタシー） - 2014年3月28日
- Bunny Paradise　ばにぱら～恋人全員バニー計画～（SkyFish poco） - 2014年11月28日
- らぶらぶプリンセス～お姫さまがいっぱい！もっとエッチなハーレム生活!!～（ぱじゃまエクスタシー） - 2015年7月31日
- わんにゃん☆アラモード～どっちにするの？わんにゃんＨなカフェ事情～（SkyFish poco） - 2015年12月25日
- 死に逝く君、館に芽吹く憎悪（バグシステム） - 2016年7月29日
- BLADE×BULLET　金輪のソレイユ（SkyFish） - 2017年8月25日
- 忘却執事と恋するお嬢様の回想録（Campus） - 2017年10月27日
- 真愛の百合は赤く染まる（バグシステム） - 2019年11月29日
- あまあま★シェアリング（ぱじゃまエクスタシー） - 2020年8月28日
- うちの主は妖怪の常識を知らない（あざらしそふと＋1） - 2021年1月29日
- ごほうしアクマとオシオキてんし（QUINCE SOFT） - 2021年1月29日
- 檻姫～極嬢の未来は俺のモノ～（CLOCKUP） - 2021年2月26日
- 死に逝く騎士、異世界に響く断末魔（バグシステム） - 2024年4月26日

### ライトノベル挿絵
- 異世界の悪魔がぐーたらすぎるので俺がお城を作ります（MF文庫J、すぎやまリュウ著） - 2016年7月25日

### 同人
※『るび様を崇める会』名義
- Rubidium
- さやかちゃんだーいすき！
- RUBIDIUM3
- Yuridium
- RUBIDIUM4
- 堕ちぶれカリスマコスプレイヤ～！
- ルナが遊んであげる
- キラキラはめぽこアイドルデビュ～ッ！
- 私の玩具になりなさい
- これが家政婦なんですか？！
- 捕獲調教！ナマイキ幼馴染は地獄行き！！
- センパイマグロさんですね
- はじめてのおふかい
- いじめられっこの僕には彼女を幸せにできない
- ご主人様、セイラに夢みたいないちゃラブご奉仕させていただけますか
- ゆめうつつクインテット[12]

### 画集
- Angel's cage - 2021年3月30日　出版

### 雑誌描き下ろし
- AILU（メディアパル出版） - vol.12では、表紙イラストも担当。

### その他
- カードファイトヴァンガード（デザイン）
- YouTuber　へっぽこばぶ太郎（イラスト）

- ブレンドリームのあきたこまちのパッケージイラスト[13]
- 酒ハウスモリモトの三芳菊のラベル[14]
- コラボしたファッションデザイン

## 外部サイト
- 公式ウェブサイト
- るび様 (@rubidiumo) - X（旧Twitter）
- るび様 - pixiv
- るび様 - YouTubeチャンネル